# Figline Valdarno
Figline Valdarno är en ort och frazione i kommunen Figline e Incisa Valdarno i provinsen Florens i regionen Toscana i Italien. 
Figline Valdarno upphörde som kommun den 1 januari 2014 och bildade med den tidigare kommunen Incisa in Val d'Arno den nya kommunen Figline e Incisa Valdarno. Den tidigare kommunen hade 16 932 invånare (2015).